# I giftigaste laget
I giftigaste laget (engelska: A Jolly Bad Fellow) är en brittisk komedifilm från 1964 i regi av Don Chaffey. I huvudrollerna ses Leo McKern och Janet Munro.

## Handling
En brittisk professor kommer fram till att det finns alltför många värdelösa människor i världen, så han uppfinner en gas som kommer ta kål på dem. Men först ska de få sig ett riktigt gott skratt...

## Rollista i urval
- Leo McKern - professor Bowls-Ottery
- Janet Munro - Delia Brooks
- Maxine Audley - Clarina Bowls-Ottery
- Duncan Macrae - doktor Brass
- Dennis Price - professor Hughes
- Miles Malleson - doktor Woolley
- Leonard Rossiter - doktor Fisher
- Alan Wheatley - Epicene
- Patricia Jessel - Mrs. Pugh-Smith
- Dinsdale Landen - Fred
- George Benson - kommissarie Butts